# Марс 1969В
«Марс 1969В» — советская автоматическая межпланетная станция (АМС) третьего поколения космической программы «Марс». Одна из двух АМС серии М-69. «Марс 1969В» предназначена для исследования Марса с орбиты искусственного спутника.
Космический аппарат запущен 2 апреля 1969 в 10:33:00 UTC с космодрома Байконур 81/23, ракетой-носителем Протон-К и разгонным блоком D. Запуск закончился неудачей из-за аварии ракеты-носителя.

## Устройство аппарата
Аппарат был одним из двух одинаковых первых в СССР и мире многотонных АМС. Аппарат имел стартовую массу 4850 кг. Топливный бак зонда, сферической формы со внутренней перегородкой, состоял из двух отдельных отсеков. Две панели солнечных батарей общей площадью 7 квадратных метров были установлены по обе стороны аппарата. Параболическая антенна имела диаметр 2,8 м, установленная в верхней части зонда, вместе с тремя герметичными отсеками, первый — отсек для электроники, второй — для радиосвязи и навигационных систем, третий — для камеры, аккумуляторов и телеметрических устройств. Также на внешней стороне космического корабля было установлено две антенны конической формы и набор датчиков.
Главный двигатель был установлен в нижней части зонда и использовал ТНА для работы на четырёхокиси азота и несимметричном диметилгидразине (НДМГ), которые были в основе топлива. Восемь двигателей с собственными топливными баками и 9 герметизированных резервуаров, управляющие подачей гелия для (2 двигателей), контроля над траекторией (2), для управления (4). Стабилизация полёта с трёхмерной ориентацией была достигнута за счёт: 2 Солнечных датчиков, 2 Земного датчика, 2 датчика Марса, звёздного датчика, гироскопов, и малых двигателей, использовавших сжатый газообразный азот, который хранится в 10 герметичных резервуарах. Мощность в 12 Ампер вырабатывали солнечные батареи аппарата, а затем энергия накапливалась в никель-кадмиевых аккумуляторах ёмкостью 110 ампер*час.
Связь осуществлялась через два передатчика сантиметрового диапазона (6 ГГц), передающих данные со скоростью 6000 бит/с; два передатчика и три приёмника дециметрового диапазона (790—940 МГц), потребляющий 100 Вт электроэнергии и передающий данные со скоростью 128 бит/с на 500 каналах телеметрии. Параболическая остронаправленная антенна с высоким коэффициентом увеличения использовалась в качестве передатчика при приближения к Марсу, а также коническая полунаправленная антенна с низким коэффициентом усиления. Тепловой контроль был достигнут за счёт пассивного экранно-вакуумной изоляции при помощи системы герметичных отсеков, состоящих из вентиляции и блока циркуляции воздуха, которые проходят через радиаторы и подвергаются воздействию солнечного света и тени.
Научная аппаратура аппарата состояла в основном из трёх телевизионных камер, предназначенных для получения снимков поверхности Марса. У камеры было 3 цветных фильтра с двумя объективами: 50-мм объектив с разрешением 1500 х 1500 км и 350-мм объектив, с разрешением 100 х 100 км. Размер изображения был 1024 x 1024 пикселей с максимальным разрешением от 200 до 500 метров. Камера система состояла из записывающего блока, блока обработки, и блока для подготовки изображения для передачи. Камера может хранить 160 изображений. На аппарате имелся радиометр, детектор паров воды, ультрафиолетовый и инфракрасный спектрометр, детектор слежения за радиацией, гамма-спектрометр, водородный/гелиевый масс-спектрометр, спектрометр солнечной плазмы, и низкоэнергетический ионный-спектрометр.

## Программа полета
Выведение на траекторию полёта к Марсу. Повторное включение разгонного блока после одного витка на околоземной орбите. Доразгон космического аппарата встроенным двигателем.
Два манёвра коррекции траектории в течение 6 месяцев полёта к Марсу.
Выведение АМС на орбиту искусственного спутника Марса 34000 X 1700 км с наклонением 40 градусов и периодом обращения 24 часа. Фотографирование и другие исследования с этой орбиты.
Коррекция орбиты для уменьшения периапсиса до 500—700 км.
Проведение с этой орбиты научных исследований и фотографирования в течение трёх месяцев.

## Полёт
«Марс 1969В» был запущен 2 апреля 1969 в 10:33:00 UTC с космодрома Байконур 81/23, ракетой-носителем Протон-К и разгонным блоком Д. Запуск аппарата не удался. Через 0,02 секунды после старта произошёл отказ одного из двигателей первой ступени. Система управления попыталась скомпенсировать тягу отключившегося двигателя, ракета поднималась на оставшихся  5 двигателях в течение 25 секунд, набрав высоту примерно 1 км, после чего начала опрокидываться в горизонтальное положение. После этого все двигатели были выключены,  ракета упала и взорвалась на 41 секунде после взлёта, приблизительно в 3 км от от стартовой площадки . В результате программа полёта АМС «Марс 1969В» не была выполнена.